# Indian Journal of Experimental Biology
Indian Journal of Experimental Biology is een Indiaas, aan collegiale toetsing onderworpen open access wetenschappelijk tijdschrift op het gebied van de biologie.
De naam wordt in literatuurverwijzingen meestal afgekort tot Indian J. Exp. Biol.
Het wordt uitgegeven door de Indiase Council of Scientific & Industrial Research in samenwerking met de Indian National Science Academy.
Het eerste nummer verscheen in 2008.